# Elodes nocturna
Elodes nocturna es una especie de coleóptero de la familia Scirtidae.

## Distribución geográfica
Habita en Grecia.